# Universo expandido de Star Wars
Star Wars Leyendas anteriormente conocido como Universo expandido de Star Wars (UE) es una colección de orígenes, materiales e historias del universo de Star Wars derivadas de novelas, cómics, videojuegos, series de televisión y otros medios (excepto las películas y sus adaptaciones escritas y radiofónicas). El Universo Expandido de Star Wars fue, exceptuando la serie de cómics Infinities, considerado canónico por Lucasfilm, hasta la adquisición de la franquicia por parte de Disney. Desde entonces, todo el Universo canónico se reestructuró. 
La primera producción del Universo Expandido apareció en 1978 con el cómic Star Wars #7.  Marvel Comics decidió ir más allá de A New Hope para narrar una historia original sobre Han Solo y Chewbacca escapando de cazarrecompensas. 
En el mismo año, la TV hizo lo propio, con el especial Star Wars Holiday Special, realizando su debut el 17 de noviembre de 1978, para no volver a ser transmitida nuevamente. Dicho Especial de Navidad abonó el terreno para llevar a los personajes de Star Wars al mundo de la animación, preparando el camino para dos series animadas (Star Wars: Droids y Star Wars: Ewoks) en 1985. 
La novela El ojo de la mente (en inglés, Splinter of the Mind’s Eye) apareció en 1978, y al año siguiente, comenzaron a publicarse tiras cómicas originales en los periódicos de los Estados Unidos. La guías y suplementos para el juego de rol agregaron más detalles al comenzar 1987. Los videojuegos no añadían nuevas líneas argumentales (si no se tiene en consideración la atracción de Disneyland, Star Tours) sino hasta 1993, que es lanzado X-Wing: Space Combat Simulator.
Luego de la adquisición de Disney de la licencia de Star Wars, la compañía declaró que el Universo Expandido publicado hasta ese entonces (cómics, libros, series y videojuegos) no sería tomado en cuenta para la nueva trilogía. Además, el Universo Expandido ya establecido anteriormente pasaría a llamarse "Leyendas" (o "Legends" en inglés), y se consideraría una línea temporal alternativa a la oficial.

## Cronología de Star Wars Canon
En la cronología de la saga, se toma como referencia la destrucción de la primera Estrella de la Muerte en la Batalla de Yavin. Así, ABY se refiere a Antes de la Batalla de Yavin, y DBY, Después de la Batalla de Yavin.
En las películas sólo aparece un atisbo de dos de las eras de la cronología. Sin embargo, tanto éstas como el resto están ampliamente desarrolladas en el Universo Expandido:
- Era de la Alta República (300 ABY - 82 ABY)
- La paz de los mil años (1000 ABY - 22 ABY)
- Las Guerras Clon (22 ABY - 19 ABY)
- Era del Surgimiento del Imperio (19 ABY - 5 DBY)
- Era de la Rebelión (0 ABY - 5 DBY)
- Era de la Nueva República (5 DBY - 25 DBY)
- Era de la Nueva Orden Jedi (25 DBY - 32 DBY)
- Guerra Fría (32 DBY - 34 DBY)
- Guerra Primera Orden-Resistencia (34 DBY - 35DBY )

## Cronología de Star Wars Legends
- Periodo del Imperio Infinito (30000 ABY - 25000 ABY)
- Era de la Antigua República (25000 ABY - 1000 ABY)
- La paz de los mil años (1000 ABY - 22 ABY)
- Las Guerras Clon (22 ABY - 19 ABY)
- Era del Surgimiento del Imperio (19 ABY - 2 ABY)
- Era de la Rebelión (2 ABY - 19 DBY)
- Era de la Nueva República (19 DBY - 25 DBY)
- Guerra Yuuzhan Vong (25 DBY - 28 DBY)
- Era de la Nueva Orden Jedi (28 DBY - 40 DBY)
- Era del Legado de la fuerza (40 DBY - 130  DBY )
- Era del Legado (130 DBY - 140 DBY)

La Era de la Nueva República es el periodo más detallado en el UE, mientras que la era de la Antigua República es de los más apreciados por los fanáticos y creadores, debido tanto a narrar el origen de la República como se conoce en los films, como también por permitir una libertad mayor en la trama. Un ejemplo claro de esta etapa son los eventos ocurridos en el videojuego Star Wars: Caballeros de la Antigua República y su secuela, Star Wars: Caballeros de la Antigua República 2: Los Señores Sith.

## Contenido del UE
El material contenido en el UE desarrolla las historias acaecidas en las películas y también añade otros eventos dentro de la cronología oficial. De esta manera, ningún elemento del Universo Expandido puede contradecir otra parte del mismo o de las películas.
Forman parte del UE los personajes e historias aparecidas en distintos medios:

### Cómics
En su mayoría de la editorial "Dark Horse". Son quizás la fuente más extensa con representaciones de todas las eras de la cronología de la saga, como puede ser la Trilogía Thrawn: Las Guerras Clon, Caballeros de la Antigua República o Imperio Oscuro. La aparición del ejemplar de seis números de Imperio Oscuro en 1991-92 (escrita por Tom Veitch y ricamente ilustrada por Cam Kennedy) inició un resurgir de cómics de Star Wars, los cuales habían estado estancados en ventas desde la cancelación de las series de Marvel en 1986. Situada seis años después de Return of the Jedi, la serie revive al Emperador Palpatine en un cuerpo clonado, y Boba Fett escapa del Sarlacc, aliando así a ambos antagonistas con fuerzas Imperiales que han reducido a Coruscant a escombros. Recordada por la resurrección de Palpaltine, la serie también ganó notoriedad por, aunque sea de manera temporal, atraer a Luke al lado oscuro. 
Legacy, de Dark Horse, creado por el escritor John Ostrander y el artista Jan Duursema, llevó la trama a donde ninguna serie había ido antes, estableciendo su acción a más de 130 años después del Episodio VI. De esta manera, los miembros del elenco de Star Wars ya están muertos (aunque Luke Skywalker, de hecho, ha aparecido varias veces como Espíritu de la Fuerza). La trama envuelve a Caballeros Imperiales que blanden espadas láser y a un nuevo y benévolo Emperador, centrándose en la lucha entre Cade Skywalker y su Némesis, Darth Krayt.
La serie Tales of the Jedi, la cual se desarrolla cinco milenios antes de los sucesos vistos en las películas.
Las Guerras Clon (que contiene episodios de la Star Wars: Republic y Star Wars: Jedi americanas) tiene como uno de sus principales protagonistas al Jedi Quinlan Vos, quien trabaja como espía llegando a infiltrarse como aprendiz del líder de la Confederación de Sistemas Independientes, el Conde Dooku. Esta complicada posición hace creer a Jedi y Sith que ha cambiado de bando, y de hecho sus acciones así lo demuestran. Así, Quinlan se ve siempre tentado de pasar al Lado Oscuro mientras lucha interiormente por mantener su lealtad al Consejo Jedi y la República. 

### Videojuegos
Forman parte los pertenecientes a las sagas Star Wars: Rogue Squadron, Star Wars: Caballeros de la Antigua República, Star Wars: Jedi Knight y Star Wars: The Force Unleashed, el cual narra la historia de un aprendiz Sith de Darth Vader, años después de las Guerras Clon.

### Novelas
Trilogía de la Nueva República: Esta serie de tres libros (Heredero del Imperio, El despertar de la Fuerza Oscura y La Última Orden) fue ampliamente acreditada incluso entre los fanáticos underground cuando el primer libro se colocó a la cabeza de la lista de ventas del New York Times en 1991. Sus personajes y situaciones han influido en la ficción de Star Wars desde entonces. Famosa por presentar al azulado imperial táctico Gran Almirante Thrawn, la trilogía de Timothy Zhan (que ocurre cinco años después de El Retorno del Jedi) también marcó el debut de la ex-asesina imperial Mara Jade, la mujer que se ganó el corazón de Luke y engendró una legión de fanáticos.
Dentro de la saga de La Nueva Orden Jedi, una de las novelas más controvertidas es Traidor. Matthew Woodring realiza una disección psicológica de moralidad que recae sobre Jacen, el hijo mayor de Han y Leia, al encontrarse prisionero de los fanáticos Yuuzhan Vong. Esta “última tentación” de Jacen Solo está cargada de metáforas e imágenes de pesadillas al explorar la naturaleza del bien y el mal. Su tema central -que el lado oscuro de la Fuerza es sólo cuestión de perspectiva- encendió el debate entre los fanáticos.

### Televisión
Lo componen las series de TV: Las Guerras Clon (2003), Las Guerras Clon (2008) y Rebels (2014).
El principal atractivo del UE es que es posible tanto encontrar sucesos sin referencias directas a las películas, con protagonistas y planetas diferentes, como también la continuación de las historias de los protagonistas de la saga principal, sea antes, durante o después de esta.
Las series La Nueva Orden Jedi, Dark Nest, y Legacy, ubicadas veinticinco, treinta y cinco y ciento treinta años respectivamente, después del Episodio VI de la saga.
Algunos de los acontecimientos más destacados del UE son: el nacimiento de la Orden Sith; las Guerras Mandalorianas; las Guerras Clon; la boda de Han Solo y la princesa Leia; el nacimiento sus hijos Jaina, Jacen y Anakin; la relación de Luke Skywalker con la espía imperial Mara Jade y su posterior boda; el nacimiento de su hijo Ben; la muerte de Chewbacca; la instauración de la Nueva República; la creación a manos de Luke de la Nueva Orden Jedi, entre otras.
Entre los personajes destacables de los creados en el UE se pueden encontrar: Darth Revan, Darth Malak, Darth Bane, Kyle Katarn, Mara Jade, Korran Horn o Asajj Ventress. Otros personajes de las películas que intervienen en el UE además de los propios protagonistas, como pueden ser Luke Skywalker, Darth Vader, Obi-Wan Kenobi, Han Solo, Chewbacca, son: Wedge Antilles, Quinlan Vos, Mace Windu, Darth Maul, Yoda, Boba Fett, el Conde Dooku...